# تنغ ريز (مقاطعة فيروزآباد)
تنغ ريز (بالفارسية: تنگ ریز) هي قرية تقع في قسم برزيتون الريفي في إيران. يقدر عدد سكانها بـ 236 نسمة بحسب إحصاء 2016.